# Венелин Алайков
Венелин Георгиев Алайков е български шахматист, шахматен проблемист. Той е гросмайстор от 1993 г. и международен съдия по шахматна композиция от 1977 г. Печели редица международни награди.
По професия е машинен инженер и специалист по нормиране на труда. От 1993 до 2004 г. завежда рубриката „Композиция“ в сп. Шахматна мисъл.
С шахматна композиция започва да се занимава от 1947 г., когато публикува първата си задача във вестник „Седмичен ребус“. От 1963 г. публикува над 1300 композиции от различни жанрове.

## Задачи
|   | a | b | c | d | e | f | g | h |   |
| 8 | бял топ на бяло поле c8 · бял кон на черно поле f8 · бял офицер на черно поле h8 · черна пешка на бяло поле b7 · черна дама на черно поле g7 · черен топ на бяло поле h7 · черен топ на черно поле f6 · бяла пешка на бяло поле f5 · бяла пешка на бяло поле a4 · черна пешка на черно поле b4 · бял кон на бяло поле c4 · черен цар на черно поле d4 · черна пешка на бяло поле g4 · черна пешка на бяло поле h3 · бяла пешка на черно поле b2 · бяла пешка на бяло поле c2 · черен кон на черно поле c1 · бял цар на бяло поле d1 · бял топ на черно поле g1 · бял офицер на бяло поле h1 | бял топ на бяло поле c8 · бял кон на черно поле f8 · бял офицер на черно поле h8 · черна пешка на бяло поле b7 · черна дама на черно поле g7 · черен топ на бяло поле h7 · черен топ на черно поле f6 · бяла пешка на бяло поле f5 · бяла пешка на бяло поле a4 · черна пешка на черно поле b4 · бял кон на бяло поле c4 · черен цар на черно поле d4 · черна пешка на бяло поле g4 · черна пешка на бяло поле h3 · бяла пешка на черно поле b2 · бяла пешка на бяло поле c2 · черен кон на черно поле c1 · бял цар на бяло поле d1 · бял топ на черно поле g1 · бял офицер на бяло поле h1 | бял топ на бяло поле c8 · бял кон на черно поле f8 · бял офицер на черно поле h8 · черна пешка на бяло поле b7 · черна дама на черно поле g7 · черен топ на бяло поле h7 · черен топ на черно поле f6 · бяла пешка на бяло поле f5 · бяла пешка на бяло поле a4 · черна пешка на черно поле b4 · бял кон на бяло поле c4 · черен цар на черно поле d4 · черна пешка на бяло поле g4 · черна пешка на бяло поле h3 · бяла пешка на черно поле b2 · бяла пешка на бяло поле c2 · черен кон на черно поле c1 · бял цар на бяло поле d1 · бял топ на черно поле g1 · бял офицер на бяло поле h1 | бял топ на бяло поле c8 · бял кон на черно поле f8 · бял офицер на черно поле h8 · черна пешка на бяло поле b7 · черна дама на черно поле g7 · черен топ на бяло поле h7 · черен топ на черно поле f6 · бяла пешка на бяло поле f5 · бяла пешка на бяло поле a4 · черна пешка на черно поле b4 · бял кон на бяло поле c4 · черен цар на черно поле d4 · черна пешка на бяло поле g4 · черна пешка на бяло поле h3 · бяла пешка на черно поле b2 · бяла пешка на бяло поле c2 · черен кон на черно поле c1 · бял цар на бяло поле d1 · бял топ на черно поле g1 · бял офицер на бяло поле h1 | бял топ на бяло поле c8 · бял кон на черно поле f8 · бял офицер на черно поле h8 · черна пешка на бяло поле b7 · черна дама на черно поле g7 · черен топ на бяло поле h7 · черен топ на черно поле f6 · бяла пешка на бяло поле f5 · бяла пешка на бяло поле a4 · черна пешка на черно поле b4 · бял кон на бяло поле c4 · черен цар на черно поле d4 · черна пешка на бяло поле g4 · черна пешка на бяло поле h3 · бяла пешка на черно поле b2 · бяла пешка на бяло поле c2 · черен кон на черно поле c1 · бял цар на бяло поле d1 · бял топ на черно поле g1 · бял офицер на бяло поле h1 | бял топ на бяло поле c8 · бял кон на черно поле f8 · бял офицер на черно поле h8 · черна пешка на бяло поле b7 · черна дама на черно поле g7 · черен топ на бяло поле h7 · черен топ на черно поле f6 · бяла пешка на бяло поле f5 · бяла пешка на бяло поле a4 · черна пешка на черно поле b4 · бял кон на бяло поле c4 · черен цар на черно поле d4 · черна пешка на бяло поле g4 · черна пешка на бяло поле h3 · бяла пешка на черно поле b2 · бяла пешка на бяло поле c2 · черен кон на черно поле c1 · бял цар на бяло поле d1 · бял топ на черно поле g1 · бял офицер на бяло поле h1 | бял топ на бяло поле c8 · бял кон на черно поле f8 · бял офицер на черно поле h8 · черна пешка на бяло поле b7 · черна дама на черно поле g7 · черен топ на бяло поле h7 · черен топ на черно поле f6 · бяла пешка на бяло поле f5 · бяла пешка на бяло поле a4 · черна пешка на черно поле b4 · бял кон на бяло поле c4 · черен цар на черно поле d4 · черна пешка на бяло поле g4 · черна пешка на бяло поле h3 · бяла пешка на черно поле b2 · бяла пешка на бяло поле c2 · черен кон на черно поле c1 · бял цар на бяло поле d1 · бял топ на черно поле g1 · бял офицер на бяло поле h1 | бял топ на бяло поле c8 · бял кон на черно поле f8 · бял офицер на черно поле h8 · черна пешка на бяло поле b7 · черна дама на черно поле g7 · черен топ на бяло поле h7 · черен топ на черно поле f6 · бяла пешка на бяло поле f5 · бяла пешка на бяло поле a4 · черна пешка на черно поле b4 · бял кон на бяло поле c4 · черен цар на черно поле d4 · черна пешка на бяло поле g4 · черна пешка на бяло поле h3 · бяла пешка на черно поле b2 · бяла пешка на бяло поле c2 · черен кон на черно поле c1 · бял цар на бяло поле d1 · бял топ на черно поле g1 · бял офицер на бяло поле h1 | 8 |
| 7 | бял топ на бяло поле c8 · бял кон на черно поле f8 · бял офицер на черно поле h8 · черна пешка на бяло поле b7 · черна дама на черно поле g7 · черен топ на бяло поле h7 · черен топ на черно поле f6 · бяла пешка на бяло поле f5 · бяла пешка на бяло поле a4 · черна пешка на черно поле b4 · бял кон на бяло поле c4 · черен цар на черно поле d4 · черна пешка на бяло поле g4 · черна пешка на бяло поле h3 · бяла пешка на черно поле b2 · бяла пешка на бяло поле c2 · черен кон на черно поле c1 · бял цар на бяло поле d1 · бял топ на черно поле g1 · бял офицер на бяло поле h1 | бял топ на бяло поле c8 · бял кон на черно поле f8 · бял офицер на черно поле h8 · черна пешка на бяло поле b7 · черна дама на черно поле g7 · черен топ на бяло поле h7 · черен топ на черно поле f6 · бяла пешка на бяло поле f5 · бяла пешка на бяло поле a4 · черна пешка на черно поле b4 · бял кон на бяло поле c4 · черен цар на черно поле d4 · черна пешка на бяло поле g4 · черна пешка на бяло поле h3 · бяла пешка на черно поле b2 · бяла пешка на бяло поле c2 · черен кон на черно поле c1 · бял цар на бяло поле d1 · бял топ на черно поле g1 · бял офицер на бяло поле h1 | бял топ на бяло поле c8 · бял кон на черно поле f8 · бял офицер на черно поле h8 · черна пешка на бяло поле b7 · черна дама на черно поле g7 · черен топ на бяло поле h7 · черен топ на черно поле f6 · бяла пешка на бяло поле f5 · бяла пешка на бяло поле a4 · черна пешка на черно поле b4 · бял кон на бяло поле c4 · черен цар на черно поле d4 · черна пешка на бяло поле g4 · черна пешка на бяло поле h3 · бяла пешка на черно поле b2 · бяла пешка на бяло поле c2 · черен кон на черно поле c1 · бял цар на бяло поле d1 · бял топ на черно поле g1 · бял офицер на бяло поле h1 | бял топ на бяло поле c8 · бял кон на черно поле f8 · бял офицер на черно поле h8 · черна пешка на бяло поле b7 · черна дама на черно поле g7 · черен топ на бяло поле h7 · черен топ на черно поле f6 · бяла пешка на бяло поле f5 · бяла пешка на бяло поле a4 · черна пешка на черно поле b4 · бял кон на бяло поле c4 · черен цар на черно поле d4 · черна пешка на бяло поле g4 · черна пешка на бяло поле h3 · бяла пешка на черно поле b2 · бяла пешка на бяло поле c2 · черен кон на черно поле c1 · бял цар на бяло поле d1 · бял топ на черно поле g1 · бял офицер на бяло поле h1 | бял топ на бяло поле c8 · бял кон на черно поле f8 · бял офицер на черно поле h8 · черна пешка на бяло поле b7 · черна дама на черно поле g7 · черен топ на бяло поле h7 · черен топ на черно поле f6 · бяла пешка на бяло поле f5 · бяла пешка на бяло поле a4 · черна пешка на черно поле b4 · бял кон на бяло поле c4 · черен цар на черно поле d4 · черна пешка на бяло поле g4 · черна пешка на бяло поле h3 · бяла пешка на черно поле b2 · бяла пешка на бяло поле c2 · черен кон на черно поле c1 · бял цар на бяло поле d1 · бял топ на черно поле g1 · бял офицер на бяло поле h1 | бял топ на бяло поле c8 · бял кон на черно поле f8 · бял офицер на черно поле h8 · черна пешка на бяло поле b7 · черна дама на черно поле g7 · черен топ на бяло поле h7 · черен топ на черно поле f6 · бяла пешка на бяло поле f5 · бяла пешка на бяло поле a4 · черна пешка на черно поле b4 · бял кон на бяло поле c4 · черен цар на черно поле d4 · черна пешка на бяло поле g4 · черна пешка на бяло поле h3 · бяла пешка на черно поле b2 · бяла пешка на бяло поле c2 · черен кон на черно поле c1 · бял цар на бяло поле d1 · бял топ на черно поле g1 · бял офицер на бяло поле h1 | бял топ на бяло поле c8 · бял кон на черно поле f8 · бял офицер на черно поле h8 · черна пешка на бяло поле b7 · черна дама на черно поле g7 · черен топ на бяло поле h7 · черен топ на черно поле f6 · бяла пешка на бяло поле f5 · бяла пешка на бяло поле a4 · черна пешка на черно поле b4 · бял кон на бяло поле c4 · черен цар на черно поле d4 · черна пешка на бяло поле g4 · черна пешка на бяло поле h3 · бяла пешка на черно поле b2 · бяла пешка на бяло поле c2 · черен кон на черно поле c1 · бял цар на бяло поле d1 · бял топ на черно поле g1 · бял офицер на бяло поле h1 | бял топ на бяло поле c8 · бял кон на черно поле f8 · бял офицер на черно поле h8 · черна пешка на бяло поле b7 · черна дама на черно поле g7 · черен топ на бяло поле h7 · черен топ на черно поле f6 · бяла пешка на бяло поле f5 · бяла пешка на бяло поле a4 · черна пешка на черно поле b4 · бял кон на бяло поле c4 · черен цар на черно поле d4 · черна пешка на бяло поле g4 · черна пешка на бяло поле h3 · бяла пешка на черно поле b2 · бяла пешка на бяло поле c2 · черен кон на черно поле c1 · бял цар на бяло поле d1 · бял топ на черно поле g1 · бял офицер на бяло поле h1 | 7 |
| 6 | бял топ на бяло поле c8 · бял кон на черно поле f8 · бял офицер на черно поле h8 · черна пешка на бяло поле b7 · черна дама на черно поле g7 · черен топ на бяло поле h7 · черен топ на черно поле f6 · бяла пешка на бяло поле f5 · бяла пешка на бяло поле a4 · черна пешка на черно поле b4 · бял кон на бяло поле c4 · черен цар на черно поле d4 · черна пешка на бяло поле g4 · черна пешка на бяло поле h3 · бяла пешка на черно поле b2 · бяла пешка на бяло поле c2 · черен кон на черно поле c1 · бял цар на бяло поле d1 · бял топ на черно поле g1 · бял офицер на бяло поле h1 | бял топ на бяло поле c8 · бял кон на черно поле f8 · бял офицер на черно поле h8 · черна пешка на бяло поле b7 · черна дама на черно поле g7 · черен топ на бяло поле h7 · черен топ на черно поле f6 · бяла пешка на бяло поле f5 · бяла пешка на бяло поле a4 · черна пешка на черно поле b4 · бял кон на бяло поле c4 · черен цар на черно поле d4 · черна пешка на бяло поле g4 · черна пешка на бяло поле h3 · бяла пешка на черно поле b2 · бяла пешка на бяло поле c2 · черен кон на черно поле c1 · бял цар на бяло поле d1 · бял топ на черно поле g1 · бял офицер на бяло поле h1 | бял топ на бяло поле c8 · бял кон на черно поле f8 · бял офицер на черно поле h8 · черна пешка на бяло поле b7 · черна дама на черно поле g7 · черен топ на бяло поле h7 · черен топ на черно поле f6 · бяла пешка на бяло поле f5 · бяла пешка на бяло поле a4 · черна пешка на черно поле b4 · бял кон на бяло поле c4 · черен цар на черно поле d4 · черна пешка на бяло поле g4 · черна пешка на бяло поле h3 · бяла пешка на черно поле b2 · бяла пешка на бяло поле c2 · черен кон на черно поле c1 · бял цар на бяло поле d1 · бял топ на черно поле g1 · бял офицер на бяло поле h1 | бял топ на бяло поле c8 · бял кон на черно поле f8 · бял офицер на черно поле h8 · черна пешка на бяло поле b7 · черна дама на черно поле g7 · черен топ на бяло поле h7 · черен топ на черно поле f6 · бяла пешка на бяло поле f5 · бяла пешка на бяло поле a4 · черна пешка на черно поле b4 · бял кон на бяло поле c4 · черен цар на черно поле d4 · черна пешка на бяло поле g4 · черна пешка на бяло поле h3 · бяла пешка на черно поле b2 · бяла пешка на бяло поле c2 · черен кон на черно поле c1 · бял цар на бяло поле d1 · бял топ на черно поле g1 · бял офицер на бяло поле h1 | бял топ на бяло поле c8 · бял кон на черно поле f8 · бял офицер на черно поле h8 · черна пешка на бяло поле b7 · черна дама на черно поле g7 · черен топ на бяло поле h7 · черен топ на черно поле f6 · бяла пешка на бяло поле f5 · бяла пешка на бяло поле a4 · черна пешка на черно поле b4 · бял кон на бяло поле c4 · черен цар на черно поле d4 · черна пешка на бяло поле g4 · черна пешка на бяло поле h3 · бяла пешка на черно поле b2 · бяла пешка на бяло поле c2 · черен кон на черно поле c1 · бял цар на бяло поле d1 · бял топ на черно поле g1 · бял офицер на бяло поле h1 | бял топ на бяло поле c8 · бял кон на черно поле f8 · бял офицер на черно поле h8 · черна пешка на бяло поле b7 · черна дама на черно поле g7 · черен топ на бяло поле h7 · черен топ на черно поле f6 · бяла пешка на бяло поле f5 · бяла пешка на бяло поле a4 · черна пешка на черно поле b4 · бял кон на бяло поле c4 · черен цар на черно поле d4 · черна пешка на бяло поле g4 · черна пешка на бяло поле h3 · бяла пешка на черно поле b2 · бяла пешка на бяло поле c2 · черен кон на черно поле c1 · бял цар на бяло поле d1 · бял топ на черно поле g1 · бял офицер на бяло поле h1 | бял топ на бяло поле c8 · бял кон на черно поле f8 · бял офицер на черно поле h8 · черна пешка на бяло поле b7 · черна дама на черно поле g7 · черен топ на бяло поле h7 · черен топ на черно поле f6 · бяла пешка на бяло поле f5 · бяла пешка на бяло поле a4 · черна пешка на черно поле b4 · бял кон на бяло поле c4 · черен цар на черно поле d4 · черна пешка на бяло поле g4 · черна пешка на бяло поле h3 · бяла пешка на черно поле b2 · бяла пешка на бяло поле c2 · черен кон на черно поле c1 · бял цар на бяло поле d1 · бял топ на черно поле g1 · бял офицер на бяло поле h1 | бял топ на бяло поле c8 · бял кон на черно поле f8 · бял офицер на черно поле h8 · черна пешка на бяло поле b7 · черна дама на черно поле g7 · черен топ на бяло поле h7 · черен топ на черно поле f6 · бяла пешка на бяло поле f5 · бяла пешка на бяло поле a4 · черна пешка на черно поле b4 · бял кон на бяло поле c4 · черен цар на черно поле d4 · черна пешка на бяло поле g4 · черна пешка на бяло поле h3 · бяла пешка на черно поле b2 · бяла пешка на бяло поле c2 · черен кон на черно поле c1 · бял цар на бяло поле d1 · бял топ на черно поле g1 · бял офицер на бяло поле h1 | 6 |
| 5 | бял топ на бяло поле c8 · бял кон на черно поле f8 · бял офицер на черно поле h8 · черна пешка на бяло поле b7 · черна дама на черно поле g7 · черен топ на бяло поле h7 · черен топ на черно поле f6 · бяла пешка на бяло поле f5 · бяла пешка на бяло поле a4 · черна пешка на черно поле b4 · бял кон на бяло поле c4 · черен цар на черно поле d4 · черна пешка на бяло поле g4 · черна пешка на бяло поле h3 · бяла пешка на черно поле b2 · бяла пешка на бяло поле c2 · черен кон на черно поле c1 · бял цар на бяло поле d1 · бял топ на черно поле g1 · бял офицер на бяло поле h1 | бял топ на бяло поле c8 · бял кон на черно поле f8 · бял офицер на черно поле h8 · черна пешка на бяло поле b7 · черна дама на черно поле g7 · черен топ на бяло поле h7 · черен топ на черно поле f6 · бяла пешка на бяло поле f5 · бяла пешка на бяло поле a4 · черна пешка на черно поле b4 · бял кон на бяло поле c4 · черен цар на черно поле d4 · черна пешка на бяло поле g4 · черна пешка на бяло поле h3 · бяла пешка на черно поле b2 · бяла пешка на бяло поле c2 · черен кон на черно поле c1 · бял цар на бяло поле d1 · бял топ на черно поле g1 · бял офицер на бяло поле h1 | бял топ на бяло поле c8 · бял кон на черно поле f8 · бял офицер на черно поле h8 · черна пешка на бяло поле b7 · черна дама на черно поле g7 · черен топ на бяло поле h7 · черен топ на черно поле f6 · бяла пешка на бяло поле f5 · бяла пешка на бяло поле a4 · черна пешка на черно поле b4 · бял кон на бяло поле c4 · черен цар на черно поле d4 · черна пешка на бяло поле g4 · черна пешка на бяло поле h3 · бяла пешка на черно поле b2 · бяла пешка на бяло поле c2 · черен кон на черно поле c1 · бял цар на бяло поле d1 · бял топ на черно поле g1 · бял офицер на бяло поле h1 | бял топ на бяло поле c8 · бял кон на черно поле f8 · бял офицер на черно поле h8 · черна пешка на бяло поле b7 · черна дама на черно поле g7 · черен топ на бяло поле h7 · черен топ на черно поле f6 · бяла пешка на бяло поле f5 · бяла пешка на бяло поле a4 · черна пешка на черно поле b4 · бял кон на бяло поле c4 · черен цар на черно поле d4 · черна пешка на бяло поле g4 · черна пешка на бяло поле h3 · бяла пешка на черно поле b2 · бяла пешка на бяло поле c2 · черен кон на черно поле c1 · бял цар на бяло поле d1 · бял топ на черно поле g1 · бял офицер на бяло поле h1 | бял топ на бяло поле c8 · бял кон на черно поле f8 · бял офицер на черно поле h8 · черна пешка на бяло поле b7 · черна дама на черно поле g7 · черен топ на бяло поле h7 · черен топ на черно поле f6 · бяла пешка на бяло поле f5 · бяла пешка на бяло поле a4 · черна пешка на черно поле b4 · бял кон на бяло поле c4 · черен цар на черно поле d4 · черна пешка на бяло поле g4 · черна пешка на бяло поле h3 · бяла пешка на черно поле b2 · бяла пешка на бяло поле c2 · черен кон на черно поле c1 · бял цар на бяло поле d1 · бял топ на черно поле g1 · бял офицер на бяло поле h1 | бял топ на бяло поле c8 · бял кон на черно поле f8 · бял офицер на черно поле h8 · черна пешка на бяло поле b7 · черна дама на черно поле g7 · черен топ на бяло поле h7 · черен топ на черно поле f6 · бяла пешка на бяло поле f5 · бяла пешка на бяло поле a4 · черна пешка на черно поле b4 · бял кон на бяло поле c4 · черен цар на черно поле d4 · черна пешка на бяло поле g4 · черна пешка на бяло поле h3 · бяла пешка на черно поле b2 · бяла пешка на бяло поле c2 · черен кон на черно поле c1 · бял цар на бяло поле d1 · бял топ на черно поле g1 · бял офицер на бяло поле h1 | бял топ на бяло поле c8 · бял кон на черно поле f8 · бял офицер на черно поле h8 · черна пешка на бяло поле b7 · черна дама на черно поле g7 · черен топ на бяло поле h7 · черен топ на черно поле f6 · бяла пешка на бяло поле f5 · бяла пешка на бяло поле a4 · черна пешка на черно поле b4 · бял кон на бяло поле c4 · черен цар на черно поле d4 · черна пешка на бяло поле g4 · черна пешка на бяло поле h3 · бяла пешка на черно поле b2 · бяла пешка на бяло поле c2 · черен кон на черно поле c1 · бял цар на бяло поле d1 · бял топ на черно поле g1 · бял офицер на бяло поле h1 | бял топ на бяло поле c8 · бял кон на черно поле f8 · бял офицер на черно поле h8 · черна пешка на бяло поле b7 · черна дама на черно поле g7 · черен топ на бяло поле h7 · черен топ на черно поле f6 · бяла пешка на бяло поле f5 · бяла пешка на бяло поле a4 · черна пешка на черно поле b4 · бял кон на бяло поле c4 · черен цар на черно поле d4 · черна пешка на бяло поле g4 · черна пешка на бяло поле h3 · бяла пешка на черно поле b2 · бяла пешка на бяло поле c2 · черен кон на черно поле c1 · бял цар на бяло поле d1 · бял топ на черно поле g1 · бял офицер на бяло поле h1 | 5 |
| 4 | бял топ на бяло поле c8 · бял кон на черно поле f8 · бял офицер на черно поле h8 · черна пешка на бяло поле b7 · черна дама на черно поле g7 · черен топ на бяло поле h7 · черен топ на черно поле f6 · бяла пешка на бяло поле f5 · бяла пешка на бяло поле a4 · черна пешка на черно поле b4 · бял кон на бяло поле c4 · черен цар на черно поле d4 · черна пешка на бяло поле g4 · черна пешка на бяло поле h3 · бяла пешка на черно поле b2 · бяла пешка на бяло поле c2 · черен кон на черно поле c1 · бял цар на бяло поле d1 · бял топ на черно поле g1 · бял офицер на бяло поле h1 | бял топ на бяло поле c8 · бял кон на черно поле f8 · бял офицер на черно поле h8 · черна пешка на бяло поле b7 · черна дама на черно поле g7 · черен топ на бяло поле h7 · черен топ на черно поле f6 · бяла пешка на бяло поле f5 · бяла пешка на бяло поле a4 · черна пешка на черно поле b4 · бял кон на бяло поле c4 · черен цар на черно поле d4 · черна пешка на бяло поле g4 · черна пешка на бяло поле h3 · бяла пешка на черно поле b2 · бяла пешка на бяло поле c2 · черен кон на черно поле c1 · бял цар на бяло поле d1 · бял топ на черно поле g1 · бял офицер на бяло поле h1 | бял топ на бяло поле c8 · бял кон на черно поле f8 · бял офицер на черно поле h8 · черна пешка на бяло поле b7 · черна дама на черно поле g7 · черен топ на бяло поле h7 · черен топ на черно поле f6 · бяла пешка на бяло поле f5 · бяла пешка на бяло поле a4 · черна пешка на черно поле b4 · бял кон на бяло поле c4 · черен цар на черно поле d4 · черна пешка на бяло поле g4 · черна пешка на бяло поле h3 · бяла пешка на черно поле b2 · бяла пешка на бяло поле c2 · черен кон на черно поле c1 · бял цар на бяло поле d1 · бял топ на черно поле g1 · бял офицер на бяло поле h1 | бял топ на бяло поле c8 · бял кон на черно поле f8 · бял офицер на черно поле h8 · черна пешка на бяло поле b7 · черна дама на черно поле g7 · черен топ на бяло поле h7 · черен топ на черно поле f6 · бяла пешка на бяло поле f5 · бяла пешка на бяло поле a4 · черна пешка на черно поле b4 · бял кон на бяло поле c4 · черен цар на черно поле d4 · черна пешка на бяло поле g4 · черна пешка на бяло поле h3 · бяла пешка на черно поле b2 · бяла пешка на бяло поле c2 · черен кон на черно поле c1 · бял цар на бяло поле d1 · бял топ на черно поле g1 · бял офицер на бяло поле h1 | бял топ на бяло поле c8 · бял кон на черно поле f8 · бял офицер на черно поле h8 · черна пешка на бяло поле b7 · черна дама на черно поле g7 · черен топ на бяло поле h7 · черен топ на черно поле f6 · бяла пешка на бяло поле f5 · бяла пешка на бяло поле a4 · черна пешка на черно поле b4 · бял кон на бяло поле c4 · черен цар на черно поле d4 · черна пешка на бяло поле g4 · черна пешка на бяло поле h3 · бяла пешка на черно поле b2 · бяла пешка на бяло поле c2 · черен кон на черно поле c1 · бял цар на бяло поле d1 · бял топ на черно поле g1 · бял офицер на бяло поле h1 | бял топ на бяло поле c8 · бял кон на черно поле f8 · бял офицер на черно поле h8 · черна пешка на бяло поле b7 · черна дама на черно поле g7 · черен топ на бяло поле h7 · черен топ на черно поле f6 · бяла пешка на бяло поле f5 · бяла пешка на бяло поле a4 · черна пешка на черно поле b4 · бял кон на бяло поле c4 · черен цар на черно поле d4 · черна пешка на бяло поле g4 · черна пешка на бяло поле h3 · бяла пешка на черно поле b2 · бяла пешка на бяло поле c2 · черен кон на черно поле c1 · бял цар на бяло поле d1 · бял топ на черно поле g1 · бял офицер на бяло поле h1 | бял топ на бяло поле c8 · бял кон на черно поле f8 · бял офицер на черно поле h8 · черна пешка на бяло поле b7 · черна дама на черно поле g7 · черен топ на бяло поле h7 · черен топ на черно поле f6 · бяла пешка на бяло поле f5 · бяла пешка на бяло поле a4 · черна пешка на черно поле b4 · бял кон на бяло поле c4 · черен цар на черно поле d4 · черна пешка на бяло поле g4 · черна пешка на бяло поле h3 · бяла пешка на черно поле b2 · бяла пешка на бяло поле c2 · черен кон на черно поле c1 · бял цар на бяло поле d1 · бял топ на черно поле g1 · бял офицер на бяло поле h1 | бял топ на бяло поле c8 · бял кон на черно поле f8 · бял офицер на черно поле h8 · черна пешка на бяло поле b7 · черна дама на черно поле g7 · черен топ на бяло поле h7 · черен топ на черно поле f6 · бяла пешка на бяло поле f5 · бяла пешка на бяло поле a4 · черна пешка на черно поле b4 · бял кон на бяло поле c4 · черен цар на черно поле d4 · черна пешка на бяло поле g4 · черна пешка на бяло поле h3 · бяла пешка на черно поле b2 · бяла пешка на бяло поле c2 · черен кон на черно поле c1 · бял цар на бяло поле d1 · бял топ на черно поле g1 · бял офицер на бяло поле h1 | 4 |
| 3 | бял топ на бяло поле c8 · бял кон на черно поле f8 · бял офицер на черно поле h8 · черна пешка на бяло поле b7 · черна дама на черно поле g7 · черен топ на бяло поле h7 · черен топ на черно поле f6 · бяла пешка на бяло поле f5 · бяла пешка на бяло поле a4 · черна пешка на черно поле b4 · бял кон на бяло поле c4 · черен цар на черно поле d4 · черна пешка на бяло поле g4 · черна пешка на бяло поле h3 · бяла пешка на черно поле b2 · бяла пешка на бяло поле c2 · черен кон на черно поле c1 · бял цар на бяло поле d1 · бял топ на черно поле g1 · бял офицер на бяло поле h1 | бял топ на бяло поле c8 · бял кон на черно поле f8 · бял офицер на черно поле h8 · черна пешка на бяло поле b7 · черна дама на черно поле g7 · черен топ на бяло поле h7 · черен топ на черно поле f6 · бяла пешка на бяло поле f5 · бяла пешка на бяло поле a4 · черна пешка на черно поле b4 · бял кон на бяло поле c4 · черен цар на черно поле d4 · черна пешка на бяло поле g4 · черна пешка на бяло поле h3 · бяла пешка на черно поле b2 · бяла пешка на бяло поле c2 · черен кон на черно поле c1 · бял цар на бяло поле d1 · бял топ на черно поле g1 · бял офицер на бяло поле h1 | бял топ на бяло поле c8 · бял кон на черно поле f8 · бял офицер на черно поле h8 · черна пешка на бяло поле b7 · черна дама на черно поле g7 · черен топ на бяло поле h7 · черен топ на черно поле f6 · бяла пешка на бяло поле f5 · бяла пешка на бяло поле a4 · черна пешка на черно поле b4 · бял кон на бяло поле c4 · черен цар на черно поле d4 · черна пешка на бяло поле g4 · черна пешка на бяло поле h3 · бяла пешка на черно поле b2 · бяла пешка на бяло поле c2 · черен кон на черно поле c1 · бял цар на бяло поле d1 · бял топ на черно поле g1 · бял офицер на бяло поле h1 | бял топ на бяло поле c8 · бял кон на черно поле f8 · бял офицер на черно поле h8 · черна пешка на бяло поле b7 · черна дама на черно поле g7 · черен топ на бяло поле h7 · черен топ на черно поле f6 · бяла пешка на бяло поле f5 · бяла пешка на бяло поле a4 · черна пешка на черно поле b4 · бял кон на бяло поле c4 · черен цар на черно поле d4 · черна пешка на бяло поле g4 · черна пешка на бяло поле h3 · бяла пешка на черно поле b2 · бяла пешка на бяло поле c2 · черен кон на черно поле c1 · бял цар на бяло поле d1 · бял топ на черно поле g1 · бял офицер на бяло поле h1 | бял топ на бяло поле c8 · бял кон на черно поле f8 · бял офицер на черно поле h8 · черна пешка на бяло поле b7 · черна дама на черно поле g7 · черен топ на бяло поле h7 · черен топ на черно поле f6 · бяла пешка на бяло поле f5 · бяла пешка на бяло поле a4 · черна пешка на черно поле b4 · бял кон на бяло поле c4 · черен цар на черно поле d4 · черна пешка на бяло поле g4 · черна пешка на бяло поле h3 · бяла пешка на черно поле b2 · бяла пешка на бяло поле c2 · черен кон на черно поле c1 · бял цар на бяло поле d1 · бял топ на черно поле g1 · бял офицер на бяло поле h1 | бял топ на бяло поле c8 · бял кон на черно поле f8 · бял офицер на черно поле h8 · черна пешка на бяло поле b7 · черна дама на черно поле g7 · черен топ на бяло поле h7 · черен топ на черно поле f6 · бяла пешка на бяло поле f5 · бяла пешка на бяло поле a4 · черна пешка на черно поле b4 · бял кон на бяло поле c4 · черен цар на черно поле d4 · черна пешка на бяло поле g4 · черна пешка на бяло поле h3 · бяла пешка на черно поле b2 · бяла пешка на бяло поле c2 · черен кон на черно поле c1 · бял цар на бяло поле d1 · бял топ на черно поле g1 · бял офицер на бяло поле h1 | бял топ на бяло поле c8 · бял кон на черно поле f8 · бял офицер на черно поле h8 · черна пешка на бяло поле b7 · черна дама на черно поле g7 · черен топ на бяло поле h7 · черен топ на черно поле f6 · бяла пешка на бяло поле f5 · бяла пешка на бяло поле a4 · черна пешка на черно поле b4 · бял кон на бяло поле c4 · черен цар на черно поле d4 · черна пешка на бяло поле g4 · черна пешка на бяло поле h3 · бяла пешка на черно поле b2 · бяла пешка на бяло поле c2 · черен кон на черно поле c1 · бял цар на бяло поле d1 · бял топ на черно поле g1 · бял офицер на бяло поле h1 | бял топ на бяло поле c8 · бял кон на черно поле f8 · бял офицер на черно поле h8 · черна пешка на бяло поле b7 · черна дама на черно поле g7 · черен топ на бяло поле h7 · черен топ на черно поле f6 · бяла пешка на бяло поле f5 · бяла пешка на бяло поле a4 · черна пешка на черно поле b4 · бял кон на бяло поле c4 · черен цар на черно поле d4 · черна пешка на бяло поле g4 · черна пешка на бяло поле h3 · бяла пешка на черно поле b2 · бяла пешка на бяло поле c2 · черен кон на черно поле c1 · бял цар на бяло поле d1 · бял топ на черно поле g1 · бял офицер на бяло поле h1 | 3 |
| 2 | бял топ на бяло поле c8 · бял кон на черно поле f8 · бял офицер на черно поле h8 · черна пешка на бяло поле b7 · черна дама на черно поле g7 · черен топ на бяло поле h7 · черен топ на черно поле f6 · бяла пешка на бяло поле f5 · бяла пешка на бяло поле a4 · черна пешка на черно поле b4 · бял кон на бяло поле c4 · черен цар на черно поле d4 · черна пешка на бяло поле g4 · черна пешка на бяло поле h3 · бяла пешка на черно поле b2 · бяла пешка на бяло поле c2 · черен кон на черно поле c1 · бял цар на бяло поле d1 · бял топ на черно поле g1 · бял офицер на бяло поле h1 | бял топ на бяло поле c8 · бял кон на черно поле f8 · бял офицер на черно поле h8 · черна пешка на бяло поле b7 · черна дама на черно поле g7 · черен топ на бяло поле h7 · черен топ на черно поле f6 · бяла пешка на бяло поле f5 · бяла пешка на бяло поле a4 · черна пешка на черно поле b4 · бял кон на бяло поле c4 · черен цар на черно поле d4 · черна пешка на бяло поле g4 · черна пешка на бяло поле h3 · бяла пешка на черно поле b2 · бяла пешка на бяло поле c2 · черен кон на черно поле c1 · бял цар на бяло поле d1 · бял топ на черно поле g1 · бял офицер на бяло поле h1 | бял топ на бяло поле c8 · бял кон на черно поле f8 · бял офицер на черно поле h8 · черна пешка на бяло поле b7 · черна дама на черно поле g7 · черен топ на бяло поле h7 · черен топ на черно поле f6 · бяла пешка на бяло поле f5 · бяла пешка на бяло поле a4 · черна пешка на черно поле b4 · бял кон на бяло поле c4 · черен цар на черно поле d4 · черна пешка на бяло поле g4 · черна пешка на бяло поле h3 · бяла пешка на черно поле b2 · бяла пешка на бяло поле c2 · черен кон на черно поле c1 · бял цар на бяло поле d1 · бял топ на черно поле g1 · бял офицер на бяло поле h1 | бял топ на бяло поле c8 · бял кон на черно поле f8 · бял офицер на черно поле h8 · черна пешка на бяло поле b7 · черна дама на черно поле g7 · черен топ на бяло поле h7 · черен топ на черно поле f6 · бяла пешка на бяло поле f5 · бяла пешка на бяло поле a4 · черна пешка на черно поле b4 · бял кон на бяло поле c4 · черен цар на черно поле d4 · черна пешка на бяло поле g4 · черна пешка на бяло поле h3 · бяла пешка на черно поле b2 · бяла пешка на бяло поле c2 · черен кон на черно поле c1 · бял цар на бяло поле d1 · бял топ на черно поле g1 · бял офицер на бяло поле h1 | бял топ на бяло поле c8 · бял кон на черно поле f8 · бял офицер на черно поле h8 · черна пешка на бяло поле b7 · черна дама на черно поле g7 · черен топ на бяло поле h7 · черен топ на черно поле f6 · бяла пешка на бяло поле f5 · бяла пешка на бяло поле a4 · черна пешка на черно поле b4 · бял кон на бяло поле c4 · черен цар на черно поле d4 · черна пешка на бяло поле g4 · черна пешка на бяло поле h3 · бяла пешка на черно поле b2 · бяла пешка на бяло поле c2 · черен кон на черно поле c1 · бял цар на бяло поле d1 · бял топ на черно поле g1 · бял офицер на бяло поле h1 | бял топ на бяло поле c8 · бял кон на черно поле f8 · бял офицер на черно поле h8 · черна пешка на бяло поле b7 · черна дама на черно поле g7 · черен топ на бяло поле h7 · черен топ на черно поле f6 · бяла пешка на бяло поле f5 · бяла пешка на бяло поле a4 · черна пешка на черно поле b4 · бял кон на бяло поле c4 · черен цар на черно поле d4 · черна пешка на бяло поле g4 · черна пешка на бяло поле h3 · бяла пешка на черно поле b2 · бяла пешка на бяло поле c2 · черен кон на черно поле c1 · бял цар на бяло поле d1 · бял топ на черно поле g1 · бял офицер на бяло поле h1 | бял топ на бяло поле c8 · бял кон на черно поле f8 · бял офицер на черно поле h8 · черна пешка на бяло поле b7 · черна дама на черно поле g7 · черен топ на бяло поле h7 · черен топ на черно поле f6 · бяла пешка на бяло поле f5 · бяла пешка на бяло поле a4 · черна пешка на черно поле b4 · бял кон на бяло поле c4 · черен цар на черно поле d4 · черна пешка на бяло поле g4 · черна пешка на бяло поле h3 · бяла пешка на черно поле b2 · бяла пешка на бяло поле c2 · черен кон на черно поле c1 · бял цар на бяло поле d1 · бял топ на черно поле g1 · бял офицер на бяло поле h1 | бял топ на бяло поле c8 · бял кон на черно поле f8 · бял офицер на черно поле h8 · черна пешка на бяло поле b7 · черна дама на черно поле g7 · черен топ на бяло поле h7 · черен топ на черно поле f6 · бяла пешка на бяло поле f5 · бяла пешка на бяло поле a4 · черна пешка на черно поле b4 · бял кон на бяло поле c4 · черен цар на черно поле d4 · черна пешка на бяло поле g4 · черна пешка на бяло поле h3 · бяла пешка на черно поле b2 · бяла пешка на бяло поле c2 · черен кон на черно поле c1 · бял цар на бяло поле d1 · бял топ на черно поле g1 · бял офицер на бяло поле h1 | 2 |
| 1 | бял топ на бяло поле c8 · бял кон на черно поле f8 · бял офицер на черно поле h8 · черна пешка на бяло поле b7 · черна дама на черно поле g7 · черен топ на бяло поле h7 · черен топ на черно поле f6 · бяла пешка на бяло поле f5 · бяла пешка на бяло поле a4 · черна пешка на черно поле b4 · бял кон на бяло поле c4 · черен цар на черно поле d4 · черна пешка на бяло поле g4 · черна пешка на бяло поле h3 · бяла пешка на черно поле b2 · бяла пешка на бяло поле c2 · черен кон на черно поле c1 · бял цар на бяло поле d1 · бял топ на черно поле g1 · бял офицер на бяло поле h1 | бял топ на бяло поле c8 · бял кон на черно поле f8 · бял офицер на черно поле h8 · черна пешка на бяло поле b7 · черна дама на черно поле g7 · черен топ на бяло поле h7 · черен топ на черно поле f6 · бяла пешка на бяло поле f5 · бяла пешка на бяло поле a4 · черна пешка на черно поле b4 · бял кон на бяло поле c4 · черен цар на черно поле d4 · черна пешка на бяло поле g4 · черна пешка на бяло поле h3 · бяла пешка на черно поле b2 · бяла пешка на бяло поле c2 · черен кон на черно поле c1 · бял цар на бяло поле d1 · бял топ на черно поле g1 · бял офицер на бяло поле h1 | бял топ на бяло поле c8 · бял кон на черно поле f8 · бял офицер на черно поле h8 · черна пешка на бяло поле b7 · черна дама на черно поле g7 · черен топ на бяло поле h7 · черен топ на черно поле f6 · бяла пешка на бяло поле f5 · бяла пешка на бяло поле a4 · черна пешка на черно поле b4 · бял кон на бяло поле c4 · черен цар на черно поле d4 · черна пешка на бяло поле g4 · черна пешка на бяло поле h3 · бяла пешка на черно поле b2 · бяла пешка на бяло поле c2 · черен кон на черно поле c1 · бял цар на бяло поле d1 · бял топ на черно поле g1 · бял офицер на бяло поле h1 | бял топ на бяло поле c8 · бял кон на черно поле f8 · бял офицер на черно поле h8 · черна пешка на бяло поле b7 · черна дама на черно поле g7 · черен топ на бяло поле h7 · черен топ на черно поле f6 · бяла пешка на бяло поле f5 · бяла пешка на бяло поле a4 · черна пешка на черно поле b4 · бял кон на бяло поле c4 · черен цар на черно поле d4 · черна пешка на бяло поле g4 · черна пешка на бяло поле h3 · бяла пешка на черно поле b2 · бяла пешка на бяло поле c2 · черен кон на черно поле c1 · бял цар на бяло поле d1 · бял топ на черно поле g1 · бял офицер на бяло поле h1 | бял топ на бяло поле c8 · бял кон на черно поле f8 · бял офицер на черно поле h8 · черна пешка на бяло поле b7 · черна дама на черно поле g7 · черен топ на бяло поле h7 · черен топ на черно поле f6 · бяла пешка на бяло поле f5 · бяла пешка на бяло поле a4 · черна пешка на черно поле b4 · бял кон на бяло поле c4 · черен цар на черно поле d4 · черна пешка на бяло поле g4 · черна пешка на бяло поле h3 · бяла пешка на черно поле b2 · бяла пешка на бяло поле c2 · черен кон на черно поле c1 · бял цар на бяло поле d1 · бял топ на черно поле g1 · бял офицер на бяло поле h1 | бял топ на бяло поле c8 · бял кон на черно поле f8 · бял офицер на черно поле h8 · черна пешка на бяло поле b7 · черна дама на черно поле g7 · черен топ на бяло поле h7 · черен топ на черно поле f6 · бяла пешка на бяло поле f5 · бяла пешка на бяло поле a4 · черна пешка на черно поле b4 · бял кон на бяло поле c4 · черен цар на черно поле d4 · черна пешка на бяло поле g4 · черна пешка на бяло поле h3 · бяла пешка на черно поле b2 · бяла пешка на бяло поле c2 · черен кон на черно поле c1 · бял цар на бяло поле d1 · бял топ на черно поле g1 · бял офицер на бяло поле h1 | бял топ на бяло поле c8 · бял кон на черно поле f8 · бял офицер на черно поле h8 · черна пешка на бяло поле b7 · черна дама на черно поле g7 · черен топ на бяло поле h7 · черен топ на черно поле f6 · бяла пешка на бяло поле f5 · бяла пешка на бяло поле a4 · черна пешка на черно поле b4 · бял кон на бяло поле c4 · черен цар на черно поле d4 · черна пешка на бяло поле g4 · черна пешка на бяло поле h3 · бяла пешка на черно поле b2 · бяла пешка на бяло поле c2 · черен кон на черно поле c1 · бял цар на бяло поле d1 · бял топ на черно поле g1 · бял офицер на бяло поле h1 | бял топ на бяло поле c8 · бял кон на черно поле f8 · бял офицер на черно поле h8 · черна пешка на бяло поле b7 · черна дама на черно поле g7 · черен топ на бяло поле h7 · черен топ на черно поле f6 · бяла пешка на бяло поле f5 · бяла пешка на бяло поле a4 · черна пешка на черно поле b4 · бял кон на бяло поле c4 · черен цар на черно поле d4 · черна пешка на бяло поле g4 · черна пешка на бяло поле h3 · бяла пешка на черно поле b2 · бяла пешка на бяло поле c2 · черен кон на черно поле c1 · бял цар на бяло поле d1 · бял топ на черно поле g1 · бял офицер на бяло поле h1 | 1 |
|   | a | b | c | d | e | f | g | h |   |

1.Лg3 ~ 2.c3+ 

1. ... Лc6 2.Кe6+ 

1. ... Фc7 2.Лg4+
|   | a | b | c | d | e | f | g | h |   |
| 8 | бял цар на черно поле f8 · черна пешка на черно поле a7 · бяла пешка на бяло поле f7 · черна пешка на черно поле b6 · бял топ на бяло поле e6 · бяла дама на черно поле f6 · бял кон на черно поле h6 · черна пешка на черно поле c5 · черна пешка на бяло поле d5 · бяла пешка на бяло поле f5 · черна пешка на черно поле g5 · бяла пешка на бяло поле a4 · черен цар на бяло поле c4 · бяла пешка на черно поле d4 · черен топ на бяло поле g4 · бяла пешка на черно поле c3 · бяла пешка на черно поле g3 · бял кон на бяло поле h3 · бяла пешка на бяло поле a2 · бяла пешка на черно поле b2 · черен офицер на черно поле f2 · бял офицер на бяло поле b1 · черен кон на бяло поле f1 · черен топ на бяло поле h1 | бял цар на черно поле f8 · черна пешка на черно поле a7 · бяла пешка на бяло поле f7 · черна пешка на черно поле b6 · бял топ на бяло поле e6 · бяла дама на черно поле f6 · бял кон на черно поле h6 · черна пешка на черно поле c5 · черна пешка на бяло поле d5 · бяла пешка на бяло поле f5 · черна пешка на черно поле g5 · бяла пешка на бяло поле a4 · черен цар на бяло поле c4 · бяла пешка на черно поле d4 · черен топ на бяло поле g4 · бяла пешка на черно поле c3 · бяла пешка на черно поле g3 · бял кон на бяло поле h3 · бяла пешка на бяло поле a2 · бяла пешка на черно поле b2 · черен офицер на черно поле f2 · бял офицер на бяло поле b1 · черен кон на бяло поле f1 · черен топ на бяло поле h1 | бял цар на черно поле f8 · черна пешка на черно поле a7 · бяла пешка на бяло поле f7 · черна пешка на черно поле b6 · бял топ на бяло поле e6 · бяла дама на черно поле f6 · бял кон на черно поле h6 · черна пешка на черно поле c5 · черна пешка на бяло поле d5 · бяла пешка на бяло поле f5 · черна пешка на черно поле g5 · бяла пешка на бяло поле a4 · черен цар на бяло поле c4 · бяла пешка на черно поле d4 · черен топ на бяло поле g4 · бяла пешка на черно поле c3 · бяла пешка на черно поле g3 · бял кон на бяло поле h3 · бяла пешка на бяло поле a2 · бяла пешка на черно поле b2 · черен офицер на черно поле f2 · бял офицер на бяло поле b1 · черен кон на бяло поле f1 · черен топ на бяло поле h1 | бял цар на черно поле f8 · черна пешка на черно поле a7 · бяла пешка на бяло поле f7 · черна пешка на черно поле b6 · бял топ на бяло поле e6 · бяла дама на черно поле f6 · бял кон на черно поле h6 · черна пешка на черно поле c5 · черна пешка на бяло поле d5 · бяла пешка на бяло поле f5 · черна пешка на черно поле g5 · бяла пешка на бяло поле a4 · черен цар на бяло поле c4 · бяла пешка на черно поле d4 · черен топ на бяло поле g4 · бяла пешка на черно поле c3 · бяла пешка на черно поле g3 · бял кон на бяло поле h3 · бяла пешка на бяло поле a2 · бяла пешка на черно поле b2 · черен офицер на черно поле f2 · бял офицер на бяло поле b1 · черен кон на бяло поле f1 · черен топ на бяло поле h1 | бял цар на черно поле f8 · черна пешка на черно поле a7 · бяла пешка на бяло поле f7 · черна пешка на черно поле b6 · бял топ на бяло поле e6 · бяла дама на черно поле f6 · бял кон на черно поле h6 · черна пешка на черно поле c5 · черна пешка на бяло поле d5 · бяла пешка на бяло поле f5 · черна пешка на черно поле g5 · бяла пешка на бяло поле a4 · черен цар на бяло поле c4 · бяла пешка на черно поле d4 · черен топ на бяло поле g4 · бяла пешка на черно поле c3 · бяла пешка на черно поле g3 · бял кон на бяло поле h3 · бяла пешка на бяло поле a2 · бяла пешка на черно поле b2 · черен офицер на черно поле f2 · бял офицер на бяло поле b1 · черен кон на бяло поле f1 · черен топ на бяло поле h1 | бял цар на черно поле f8 · черна пешка на черно поле a7 · бяла пешка на бяло поле f7 · черна пешка на черно поле b6 · бял топ на бяло поле e6 · бяла дама на черно поле f6 · бял кон на черно поле h6 · черна пешка на черно поле c5 · черна пешка на бяло поле d5 · бяла пешка на бяло поле f5 · черна пешка на черно поле g5 · бяла пешка на бяло поле a4 · черен цар на бяло поле c4 · бяла пешка на черно поле d4 · черен топ на бяло поле g4 · бяла пешка на черно поле c3 · бяла пешка на черно поле g3 · бял кон на бяло поле h3 · бяла пешка на бяло поле a2 · бяла пешка на черно поле b2 · черен офицер на черно поле f2 · бял офицер на бяло поле b1 · черен кон на бяло поле f1 · черен топ на бяло поле h1 | бял цар на черно поле f8 · черна пешка на черно поле a7 · бяла пешка на бяло поле f7 · черна пешка на черно поле b6 · бял топ на бяло поле e6 · бяла дама на черно поле f6 · бял кон на черно поле h6 · черна пешка на черно поле c5 · черна пешка на бяло поле d5 · бяла пешка на бяло поле f5 · черна пешка на черно поле g5 · бяла пешка на бяло поле a4 · черен цар на бяло поле c4 · бяла пешка на черно поле d4 · черен топ на бяло поле g4 · бяла пешка на черно поле c3 · бяла пешка на черно поле g3 · бял кон на бяло поле h3 · бяла пешка на бяло поле a2 · бяла пешка на черно поле b2 · черен офицер на черно поле f2 · бял офицер на бяло поле b1 · черен кон на бяло поле f1 · черен топ на бяло поле h1 | бял цар на черно поле f8 · черна пешка на черно поле a7 · бяла пешка на бяло поле f7 · черна пешка на черно поле b6 · бял топ на бяло поле e6 · бяла дама на черно поле f6 · бял кон на черно поле h6 · черна пешка на черно поле c5 · черна пешка на бяло поле d5 · бяла пешка на бяло поле f5 · черна пешка на черно поле g5 · бяла пешка на бяло поле a4 · черен цар на бяло поле c4 · бяла пешка на черно поле d4 · черен топ на бяло поле g4 · бяла пешка на черно поле c3 · бяла пешка на черно поле g3 · бял кон на бяло поле h3 · бяла пешка на бяло поле a2 · бяла пешка на черно поле b2 · черен офицер на черно поле f2 · бял офицер на бяло поле b1 · черен кон на бяло поле f1 · черен топ на бяло поле h1 | 8 |
| 7 | бял цар на черно поле f8 · черна пешка на черно поле a7 · бяла пешка на бяло поле f7 · черна пешка на черно поле b6 · бял топ на бяло поле e6 · бяла дама на черно поле f6 · бял кон на черно поле h6 · черна пешка на черно поле c5 · черна пешка на бяло поле d5 · бяла пешка на бяло поле f5 · черна пешка на черно поле g5 · бяла пешка на бяло поле a4 · черен цар на бяло поле c4 · бяла пешка на черно поле d4 · черен топ на бяло поле g4 · бяла пешка на черно поле c3 · бяла пешка на черно поле g3 · бял кон на бяло поле h3 · бяла пешка на бяло поле a2 · бяла пешка на черно поле b2 · черен офицер на черно поле f2 · бял офицер на бяло поле b1 · черен кон на бяло поле f1 · черен топ на бяло поле h1 | бял цар на черно поле f8 · черна пешка на черно поле a7 · бяла пешка на бяло поле f7 · черна пешка на черно поле b6 · бял топ на бяло поле e6 · бяла дама на черно поле f6 · бял кон на черно поле h6 · черна пешка на черно поле c5 · черна пешка на бяло поле d5 · бяла пешка на бяло поле f5 · черна пешка на черно поле g5 · бяла пешка на бяло поле a4 · черен цар на бяло поле c4 · бяла пешка на черно поле d4 · черен топ на бяло поле g4 · бяла пешка на черно поле c3 · бяла пешка на черно поле g3 · бял кон на бяло поле h3 · бяла пешка на бяло поле a2 · бяла пешка на черно поле b2 · черен офицер на черно поле f2 · бял офицер на бяло поле b1 · черен кон на бяло поле f1 · черен топ на бяло поле h1 | бял цар на черно поле f8 · черна пешка на черно поле a7 · бяла пешка на бяло поле f7 · черна пешка на черно поле b6 · бял топ на бяло поле e6 · бяла дама на черно поле f6 · бял кон на черно поле h6 · черна пешка на черно поле c5 · черна пешка на бяло поле d5 · бяла пешка на бяло поле f5 · черна пешка на черно поле g5 · бяла пешка на бяло поле a4 · черен цар на бяло поле c4 · бяла пешка на черно поле d4 · черен топ на бяло поле g4 · бяла пешка на черно поле c3 · бяла пешка на черно поле g3 · бял кон на бяло поле h3 · бяла пешка на бяло поле a2 · бяла пешка на черно поле b2 · черен офицер на черно поле f2 · бял офицер на бяло поле b1 · черен кон на бяло поле f1 · черен топ на бяло поле h1 | бял цар на черно поле f8 · черна пешка на черно поле a7 · бяла пешка на бяло поле f7 · черна пешка на черно поле b6 · бял топ на бяло поле e6 · бяла дама на черно поле f6 · бял кон на черно поле h6 · черна пешка на черно поле c5 · черна пешка на бяло поле d5 · бяла пешка на бяло поле f5 · черна пешка на черно поле g5 · бяла пешка на бяло поле a4 · черен цар на бяло поле c4 · бяла пешка на черно поле d4 · черен топ на бяло поле g4 · бяла пешка на черно поле c3 · бяла пешка на черно поле g3 · бял кон на бяло поле h3 · бяла пешка на бяло поле a2 · бяла пешка на черно поле b2 · черен офицер на черно поле f2 · бял офицер на бяло поле b1 · черен кон на бяло поле f1 · черен топ на бяло поле h1 | бял цар на черно поле f8 · черна пешка на черно поле a7 · бяла пешка на бяло поле f7 · черна пешка на черно поле b6 · бял топ на бяло поле e6 · бяла дама на черно поле f6 · бял кон на черно поле h6 · черна пешка на черно поле c5 · черна пешка на бяло поле d5 · бяла пешка на бяло поле f5 · черна пешка на черно поле g5 · бяла пешка на бяло поле a4 · черен цар на бяло поле c4 · бяла пешка на черно поле d4 · черен топ на бяло поле g4 · бяла пешка на черно поле c3 · бяла пешка на черно поле g3 · бял кон на бяло поле h3 · бяла пешка на бяло поле a2 · бяла пешка на черно поле b2 · черен офицер на черно поле f2 · бял офицер на бяло поле b1 · черен кон на бяло поле f1 · черен топ на бяло поле h1 | бял цар на черно поле f8 · черна пешка на черно поле a7 · бяла пешка на бяло поле f7 · черна пешка на черно поле b6 · бял топ на бяло поле e6 · бяла дама на черно поле f6 · бял кон на черно поле h6 · черна пешка на черно поле c5 · черна пешка на бяло поле d5 · бяла пешка на бяло поле f5 · черна пешка на черно поле g5 · бяла пешка на бяло поле a4 · черен цар на бяло поле c4 · бяла пешка на черно поле d4 · черен топ на бяло поле g4 · бяла пешка на черно поле c3 · бяла пешка на черно поле g3 · бял кон на бяло поле h3 · бяла пешка на бяло поле a2 · бяла пешка на черно поле b2 · черен офицер на черно поле f2 · бял офицер на бяло поле b1 · черен кон на бяло поле f1 · черен топ на бяло поле h1 | бял цар на черно поле f8 · черна пешка на черно поле a7 · бяла пешка на бяло поле f7 · черна пешка на черно поле b6 · бял топ на бяло поле e6 · бяла дама на черно поле f6 · бял кон на черно поле h6 · черна пешка на черно поле c5 · черна пешка на бяло поле d5 · бяла пешка на бяло поле f5 · черна пешка на черно поле g5 · бяла пешка на бяло поле a4 · черен цар на бяло поле c4 · бяла пешка на черно поле d4 · черен топ на бяло поле g4 · бяла пешка на черно поле c3 · бяла пешка на черно поле g3 · бял кон на бяло поле h3 · бяла пешка на бяло поле a2 · бяла пешка на черно поле b2 · черен офицер на черно поле f2 · бял офицер на бяло поле b1 · черен кон на бяло поле f1 · черен топ на бяло поле h1 | бял цар на черно поле f8 · черна пешка на черно поле a7 · бяла пешка на бяло поле f7 · черна пешка на черно поле b6 · бял топ на бяло поле e6 · бяла дама на черно поле f6 · бял кон на черно поле h6 · черна пешка на черно поле c5 · черна пешка на бяло поле d5 · бяла пешка на бяло поле f5 · черна пешка на черно поле g5 · бяла пешка на бяло поле a4 · черен цар на бяло поле c4 · бяла пешка на черно поле d4 · черен топ на бяло поле g4 · бяла пешка на черно поле c3 · бяла пешка на черно поле g3 · бял кон на бяло поле h3 · бяла пешка на бяло поле a2 · бяла пешка на черно поле b2 · черен офицер на черно поле f2 · бял офицер на бяло поле b1 · черен кон на бяло поле f1 · черен топ на бяло поле h1 | 7 |
| 6 | бял цар на черно поле f8 · черна пешка на черно поле a7 · бяла пешка на бяло поле f7 · черна пешка на черно поле b6 · бял топ на бяло поле e6 · бяла дама на черно поле f6 · бял кон на черно поле h6 · черна пешка на черно поле c5 · черна пешка на бяло поле d5 · бяла пешка на бяло поле f5 · черна пешка на черно поле g5 · бяла пешка на бяло поле a4 · черен цар на бяло поле c4 · бяла пешка на черно поле d4 · черен топ на бяло поле g4 · бяла пешка на черно поле c3 · бяла пешка на черно поле g3 · бял кон на бяло поле h3 · бяла пешка на бяло поле a2 · бяла пешка на черно поле b2 · черен офицер на черно поле f2 · бял офицер на бяло поле b1 · черен кон на бяло поле f1 · черен топ на бяло поле h1 | бял цар на черно поле f8 · черна пешка на черно поле a7 · бяла пешка на бяло поле f7 · черна пешка на черно поле b6 · бял топ на бяло поле e6 · бяла дама на черно поле f6 · бял кон на черно поле h6 · черна пешка на черно поле c5 · черна пешка на бяло поле d5 · бяла пешка на бяло поле f5 · черна пешка на черно поле g5 · бяла пешка на бяло поле a4 · черен цар на бяло поле c4 · бяла пешка на черно поле d4 · черен топ на бяло поле g4 · бяла пешка на черно поле c3 · бяла пешка на черно поле g3 · бял кон на бяло поле h3 · бяла пешка на бяло поле a2 · бяла пешка на черно поле b2 · черен офицер на черно поле f2 · бял офицер на бяло поле b1 · черен кон на бяло поле f1 · черен топ на бяло поле h1 | бял цар на черно поле f8 · черна пешка на черно поле a7 · бяла пешка на бяло поле f7 · черна пешка на черно поле b6 · бял топ на бяло поле e6 · бяла дама на черно поле f6 · бял кон на черно поле h6 · черна пешка на черно поле c5 · черна пешка на бяло поле d5 · бяла пешка на бяло поле f5 · черна пешка на черно поле g5 · бяла пешка на бяло поле a4 · черен цар на бяло поле c4 · бяла пешка на черно поле d4 · черен топ на бяло поле g4 · бяла пешка на черно поле c3 · бяла пешка на черно поле g3 · бял кон на бяло поле h3 · бяла пешка на бяло поле a2 · бяла пешка на черно поле b2 · черен офицер на черно поле f2 · бял офицер на бяло поле b1 · черен кон на бяло поле f1 · черен топ на бяло поле h1 | бял цар на черно поле f8 · черна пешка на черно поле a7 · бяла пешка на бяло поле f7 · черна пешка на черно поле b6 · бял топ на бяло поле e6 · бяла дама на черно поле f6 · бял кон на черно поле h6 · черна пешка на черно поле c5 · черна пешка на бяло поле d5 · бяла пешка на бяло поле f5 · черна пешка на черно поле g5 · бяла пешка на бяло поле a4 · черен цар на бяло поле c4 · бяла пешка на черно поле d4 · черен топ на бяло поле g4 · бяла пешка на черно поле c3 · бяла пешка на черно поле g3 · бял кон на бяло поле h3 · бяла пешка на бяло поле a2 · бяла пешка на черно поле b2 · черен офицер на черно поле f2 · бял офицер на бяло поле b1 · черен кон на бяло поле f1 · черен топ на бяло поле h1 | бял цар на черно поле f8 · черна пешка на черно поле a7 · бяла пешка на бяло поле f7 · черна пешка на черно поле b6 · бял топ на бяло поле e6 · бяла дама на черно поле f6 · бял кон на черно поле h6 · черна пешка на черно поле c5 · черна пешка на бяло поле d5 · бяла пешка на бяло поле f5 · черна пешка на черно поле g5 · бяла пешка на бяло поле a4 · черен цар на бяло поле c4 · бяла пешка на черно поле d4 · черен топ на бяло поле g4 · бяла пешка на черно поле c3 · бяла пешка на черно поле g3 · бял кон на бяло поле h3 · бяла пешка на бяло поле a2 · бяла пешка на черно поле b2 · черен офицер на черно поле f2 · бял офицер на бяло поле b1 · черен кон на бяло поле f1 · черен топ на бяло поле h1 | бял цар на черно поле f8 · черна пешка на черно поле a7 · бяла пешка на бяло поле f7 · черна пешка на черно поле b6 · бял топ на бяло поле e6 · бяла дама на черно поле f6 · бял кон на черно поле h6 · черна пешка на черно поле c5 · черна пешка на бяло поле d5 · бяла пешка на бяло поле f5 · черна пешка на черно поле g5 · бяла пешка на бяло поле a4 · черен цар на бяло поле c4 · бяла пешка на черно поле d4 · черен топ на бяло поле g4 · бяла пешка на черно поле c3 · бяла пешка на черно поле g3 · бял кон на бяло поле h3 · бяла пешка на бяло поле a2 · бяла пешка на черно поле b2 · черен офицер на черно поле f2 · бял офицер на бяло поле b1 · черен кон на бяло поле f1 · черен топ на бяло поле h1 | бял цар на черно поле f8 · черна пешка на черно поле a7 · бяла пешка на бяло поле f7 · черна пешка на черно поле b6 · бял топ на бяло поле e6 · бяла дама на черно поле f6 · бял кон на черно поле h6 · черна пешка на черно поле c5 · черна пешка на бяло поле d5 · бяла пешка на бяло поле f5 · черна пешка на черно поле g5 · бяла пешка на бяло поле a4 · черен цар на бяло поле c4 · бяла пешка на черно поле d4 · черен топ на бяло поле g4 · бяла пешка на черно поле c3 · бяла пешка на черно поле g3 · бял кон на бяло поле h3 · бяла пешка на бяло поле a2 · бяла пешка на черно поле b2 · черен офицер на черно поле f2 · бял офицер на бяло поле b1 · черен кон на бяло поле f1 · черен топ на бяло поле h1 | бял цар на черно поле f8 · черна пешка на черно поле a7 · бяла пешка на бяло поле f7 · черна пешка на черно поле b6 · бял топ на бяло поле e6 · бяла дама на черно поле f6 · бял кон на черно поле h6 · черна пешка на черно поле c5 · черна пешка на бяло поле d5 · бяла пешка на бяло поле f5 · черна пешка на черно поле g5 · бяла пешка на бяло поле a4 · черен цар на бяло поле c4 · бяла пешка на черно поле d4 · черен топ на бяло поле g4 · бяла пешка на черно поле c3 · бяла пешка на черно поле g3 · бял кон на бяло поле h3 · бяла пешка на бяло поле a2 · бяла пешка на черно поле b2 · черен офицер на черно поле f2 · бял офицер на бяло поле b1 · черен кон на бяло поле f1 · черен топ на бяло поле h1 | 6 |
| 5 | бял цар на черно поле f8 · черна пешка на черно поле a7 · бяла пешка на бяло поле f7 · черна пешка на черно поле b6 · бял топ на бяло поле e6 · бяла дама на черно поле f6 · бял кон на черно поле h6 · черна пешка на черно поле c5 · черна пешка на бяло поле d5 · бяла пешка на бяло поле f5 · черна пешка на черно поле g5 · бяла пешка на бяло поле a4 · черен цар на бяло поле c4 · бяла пешка на черно поле d4 · черен топ на бяло поле g4 · бяла пешка на черно поле c3 · бяла пешка на черно поле g3 · бял кон на бяло поле h3 · бяла пешка на бяло поле a2 · бяла пешка на черно поле b2 · черен офицер на черно поле f2 · бял офицер на бяло поле b1 · черен кон на бяло поле f1 · черен топ на бяло поле h1 | бял цар на черно поле f8 · черна пешка на черно поле a7 · бяла пешка на бяло поле f7 · черна пешка на черно поле b6 · бял топ на бяло поле e6 · бяла дама на черно поле f6 · бял кон на черно поле h6 · черна пешка на черно поле c5 · черна пешка на бяло поле d5 · бяла пешка на бяло поле f5 · черна пешка на черно поле g5 · бяла пешка на бяло поле a4 · черен цар на бяло поле c4 · бяла пешка на черно поле d4 · черен топ на бяло поле g4 · бяла пешка на черно поле c3 · бяла пешка на черно поле g3 · бял кон на бяло поле h3 · бяла пешка на бяло поле a2 · бяла пешка на черно поле b2 · черен офицер на черно поле f2 · бял офицер на бяло поле b1 · черен кон на бяло поле f1 · черен топ на бяло поле h1 | бял цар на черно поле f8 · черна пешка на черно поле a7 · бяла пешка на бяло поле f7 · черна пешка на черно поле b6 · бял топ на бяло поле e6 · бяла дама на черно поле f6 · бял кон на черно поле h6 · черна пешка на черно поле c5 · черна пешка на бяло поле d5 · бяла пешка на бяло поле f5 · черна пешка на черно поле g5 · бяла пешка на бяло поле a4 · черен цар на бяло поле c4 · бяла пешка на черно поле d4 · черен топ на бяло поле g4 · бяла пешка на черно поле c3 · бяла пешка на черно поле g3 · бял кон на бяло поле h3 · бяла пешка на бяло поле a2 · бяла пешка на черно поле b2 · черен офицер на черно поле f2 · бял офицер на бяло поле b1 · черен кон на бяло поле f1 · черен топ на бяло поле h1 | бял цар на черно поле f8 · черна пешка на черно поле a7 · бяла пешка на бяло поле f7 · черна пешка на черно поле b6 · бял топ на бяло поле e6 · бяла дама на черно поле f6 · бял кон на черно поле h6 · черна пешка на черно поле c5 · черна пешка на бяло поле d5 · бяла пешка на бяло поле f5 · черна пешка на черно поле g5 · бяла пешка на бяло поле a4 · черен цар на бяло поле c4 · бяла пешка на черно поле d4 · черен топ на бяло поле g4 · бяла пешка на черно поле c3 · бяла пешка на черно поле g3 · бял кон на бяло поле h3 · бяла пешка на бяло поле a2 · бяла пешка на черно поле b2 · черен офицер на черно поле f2 · бял офицер на бяло поле b1 · черен кон на бяло поле f1 · черен топ на бяло поле h1 | бял цар на черно поле f8 · черна пешка на черно поле a7 · бяла пешка на бяло поле f7 · черна пешка на черно поле b6 · бял топ на бяло поле e6 · бяла дама на черно поле f6 · бял кон на черно поле h6 · черна пешка на черно поле c5 · черна пешка на бяло поле d5 · бяла пешка на бяло поле f5 · черна пешка на черно поле g5 · бяла пешка на бяло поле a4 · черен цар на бяло поле c4 · бяла пешка на черно поле d4 · черен топ на бяло поле g4 · бяла пешка на черно поле c3 · бяла пешка на черно поле g3 · бял кон на бяло поле h3 · бяла пешка на бяло поле a2 · бяла пешка на черно поле b2 · черен офицер на черно поле f2 · бял офицер на бяло поле b1 · черен кон на бяло поле f1 · черен топ на бяло поле h1 | бял цар на черно поле f8 · черна пешка на черно поле a7 · бяла пешка на бяло поле f7 · черна пешка на черно поле b6 · бял топ на бяло поле e6 · бяла дама на черно поле f6 · бял кон на черно поле h6 · черна пешка на черно поле c5 · черна пешка на бяло поле d5 · бяла пешка на бяло поле f5 · черна пешка на черно поле g5 · бяла пешка на бяло поле a4 · черен цар на бяло поле c4 · бяла пешка на черно поле d4 · черен топ на бяло поле g4 · бяла пешка на черно поле c3 · бяла пешка на черно поле g3 · бял кон на бяло поле h3 · бяла пешка на бяло поле a2 · бяла пешка на черно поле b2 · черен офицер на черно поле f2 · бял офицер на бяло поле b1 · черен кон на бяло поле f1 · черен топ на бяло поле h1 | бял цар на черно поле f8 · черна пешка на черно поле a7 · бяла пешка на бяло поле f7 · черна пешка на черно поле b6 · бял топ на бяло поле e6 · бяла дама на черно поле f6 · бял кон на черно поле h6 · черна пешка на черно поле c5 · черна пешка на бяло поле d5 · бяла пешка на бяло поле f5 · черна пешка на черно поле g5 · бяла пешка на бяло поле a4 · черен цар на бяло поле c4 · бяла пешка на черно поле d4 · черен топ на бяло поле g4 · бяла пешка на черно поле c3 · бяла пешка на черно поле g3 · бял кон на бяло поле h3 · бяла пешка на бяло поле a2 · бяла пешка на черно поле b2 · черен офицер на черно поле f2 · бял офицер на бяло поле b1 · черен кон на бяло поле f1 · черен топ на бяло поле h1 | бял цар на черно поле f8 · черна пешка на черно поле a7 · бяла пешка на бяло поле f7 · черна пешка на черно поле b6 · бял топ на бяло поле e6 · бяла дама на черно поле f6 · бял кон на черно поле h6 · черна пешка на черно поле c5 · черна пешка на бяло поле d5 · бяла пешка на бяло поле f5 · черна пешка на черно поле g5 · бяла пешка на бяло поле a4 · черен цар на бяло поле c4 · бяла пешка на черно поле d4 · черен топ на бяло поле g4 · бяла пешка на черно поле c3 · бяла пешка на черно поле g3 · бял кон на бяло поле h3 · бяла пешка на бяло поле a2 · бяла пешка на черно поле b2 · черен офицер на черно поле f2 · бял офицер на бяло поле b1 · черен кон на бяло поле f1 · черен топ на бяло поле h1 | 5 |
| 4 | бял цар на черно поле f8 · черна пешка на черно поле a7 · бяла пешка на бяло поле f7 · черна пешка на черно поле b6 · бял топ на бяло поле e6 · бяла дама на черно поле f6 · бял кон на черно поле h6 · черна пешка на черно поле c5 · черна пешка на бяло поле d5 · бяла пешка на бяло поле f5 · черна пешка на черно поле g5 · бяла пешка на бяло поле a4 · черен цар на бяло поле c4 · бяла пешка на черно поле d4 · черен топ на бяло поле g4 · бяла пешка на черно поле c3 · бяла пешка на черно поле g3 · бял кон на бяло поле h3 · бяла пешка на бяло поле a2 · бяла пешка на черно поле b2 · черен офицер на черно поле f2 · бял офицер на бяло поле b1 · черен кон на бяло поле f1 · черен топ на бяло поле h1 | бял цар на черно поле f8 · черна пешка на черно поле a7 · бяла пешка на бяло поле f7 · черна пешка на черно поле b6 · бял топ на бяло поле e6 · бяла дама на черно поле f6 · бял кон на черно поле h6 · черна пешка на черно поле c5 · черна пешка на бяло поле d5 · бяла пешка на бяло поле f5 · черна пешка на черно поле g5 · бяла пешка на бяло поле a4 · черен цар на бяло поле c4 · бяла пешка на черно поле d4 · черен топ на бяло поле g4 · бяла пешка на черно поле c3 · бяла пешка на черно поле g3 · бял кон на бяло поле h3 · бяла пешка на бяло поле a2 · бяла пешка на черно поле b2 · черен офицер на черно поле f2 · бял офицер на бяло поле b1 · черен кон на бяло поле f1 · черен топ на бяло поле h1 | бял цар на черно поле f8 · черна пешка на черно поле a7 · бяла пешка на бяло поле f7 · черна пешка на черно поле b6 · бял топ на бяло поле e6 · бяла дама на черно поле f6 · бял кон на черно поле h6 · черна пешка на черно поле c5 · черна пешка на бяло поле d5 · бяла пешка на бяло поле f5 · черна пешка на черно поле g5 · бяла пешка на бяло поле a4 · черен цар на бяло поле c4 · бяла пешка на черно поле d4 · черен топ на бяло поле g4 · бяла пешка на черно поле c3 · бяла пешка на черно поле g3 · бял кон на бяло поле h3 · бяла пешка на бяло поле a2 · бяла пешка на черно поле b2 · черен офицер на черно поле f2 · бял офицер на бяло поле b1 · черен кон на бяло поле f1 · черен топ на бяло поле h1 | бял цар на черно поле f8 · черна пешка на черно поле a7 · бяла пешка на бяло поле f7 · черна пешка на черно поле b6 · бял топ на бяло поле e6 · бяла дама на черно поле f6 · бял кон на черно поле h6 · черна пешка на черно поле c5 · черна пешка на бяло поле d5 · бяла пешка на бяло поле f5 · черна пешка на черно поле g5 · бяла пешка на бяло поле a4 · черен цар на бяло поле c4 · бяла пешка на черно поле d4 · черен топ на бяло поле g4 · бяла пешка на черно поле c3 · бяла пешка на черно поле g3 · бял кон на бяло поле h3 · бяла пешка на бяло поле a2 · бяла пешка на черно поле b2 · черен офицер на черно поле f2 · бял офицер на бяло поле b1 · черен кон на бяло поле f1 · черен топ на бяло поле h1 | бял цар на черно поле f8 · черна пешка на черно поле a7 · бяла пешка на бяло поле f7 · черна пешка на черно поле b6 · бял топ на бяло поле e6 · бяла дама на черно поле f6 · бял кон на черно поле h6 · черна пешка на черно поле c5 · черна пешка на бяло поле d5 · бяла пешка на бяло поле f5 · черна пешка на черно поле g5 · бяла пешка на бяло поле a4 · черен цар на бяло поле c4 · бяла пешка на черно поле d4 · черен топ на бяло поле g4 · бяла пешка на черно поле c3 · бяла пешка на черно поле g3 · бял кон на бяло поле h3 · бяла пешка на бяло поле a2 · бяла пешка на черно поле b2 · черен офицер на черно поле f2 · бял офицер на бяло поле b1 · черен кон на бяло поле f1 · черен топ на бяло поле h1 | бял цар на черно поле f8 · черна пешка на черно поле a7 · бяла пешка на бяло поле f7 · черна пешка на черно поле b6 · бял топ на бяло поле e6 · бяла дама на черно поле f6 · бял кон на черно поле h6 · черна пешка на черно поле c5 · черна пешка на бяло поле d5 · бяла пешка на бяло поле f5 · черна пешка на черно поле g5 · бяла пешка на бяло поле a4 · черен цар на бяло поле c4 · бяла пешка на черно поле d4 · черен топ на бяло поле g4 · бяла пешка на черно поле c3 · бяла пешка на черно поле g3 · бял кон на бяло поле h3 · бяла пешка на бяло поле a2 · бяла пешка на черно поле b2 · черен офицер на черно поле f2 · бял офицер на бяло поле b1 · черен кон на бяло поле f1 · черен топ на бяло поле h1 | бял цар на черно поле f8 · черна пешка на черно поле a7 · бяла пешка на бяло поле f7 · черна пешка на черно поле b6 · бял топ на бяло поле e6 · бяла дама на черно поле f6 · бял кон на черно поле h6 · черна пешка на черно поле c5 · черна пешка на бяло поле d5 · бяла пешка на бяло поле f5 · черна пешка на черно поле g5 · бяла пешка на бяло поле a4 · черен цар на бяло поле c4 · бяла пешка на черно поле d4 · черен топ на бяло поле g4 · бяла пешка на черно поле c3 · бяла пешка на черно поле g3 · бял кон на бяло поле h3 · бяла пешка на бяло поле a2 · бяла пешка на черно поле b2 · черен офицер на черно поле f2 · бял офицер на бяло поле b1 · черен кон на бяло поле f1 · черен топ на бяло поле h1 | бял цар на черно поле f8 · черна пешка на черно поле a7 · бяла пешка на бяло поле f7 · черна пешка на черно поле b6 · бял топ на бяло поле e6 · бяла дама на черно поле f6 · бял кон на черно поле h6 · черна пешка на черно поле c5 · черна пешка на бяло поле d5 · бяла пешка на бяло поле f5 · черна пешка на черно поле g5 · бяла пешка на бяло поле a4 · черен цар на бяло поле c4 · бяла пешка на черно поле d4 · черен топ на бяло поле g4 · бяла пешка на черно поле c3 · бяла пешка на черно поле g3 · бял кон на бяло поле h3 · бяла пешка на бяло поле a2 · бяла пешка на черно поле b2 · черен офицер на черно поле f2 · бял офицер на бяло поле b1 · черен кон на бяло поле f1 · черен топ на бяло поле h1 | 4 |
| 3 | бял цар на черно поле f8 · черна пешка на черно поле a7 · бяла пешка на бяло поле f7 · черна пешка на черно поле b6 · бял топ на бяло поле e6 · бяла дама на черно поле f6 · бял кон на черно поле h6 · черна пешка на черно поле c5 · черна пешка на бяло поле d5 · бяла пешка на бяло поле f5 · черна пешка на черно поле g5 · бяла пешка на бяло поле a4 · черен цар на бяло поле c4 · бяла пешка на черно поле d4 · черен топ на бяло поле g4 · бяла пешка на черно поле c3 · бяла пешка на черно поле g3 · бял кон на бяло поле h3 · бяла пешка на бяло поле a2 · бяла пешка на черно поле b2 · черен офицер на черно поле f2 · бял офицер на бяло поле b1 · черен кон на бяло поле f1 · черен топ на бяло поле h1 | бял цар на черно поле f8 · черна пешка на черно поле a7 · бяла пешка на бяло поле f7 · черна пешка на черно поле b6 · бял топ на бяло поле e6 · бяла дама на черно поле f6 · бял кон на черно поле h6 · черна пешка на черно поле c5 · черна пешка на бяло поле d5 · бяла пешка на бяло поле f5 · черна пешка на черно поле g5 · бяла пешка на бяло поле a4 · черен цар на бяло поле c4 · бяла пешка на черно поле d4 · черен топ на бяло поле g4 · бяла пешка на черно поле c3 · бяла пешка на черно поле g3 · бял кон на бяло поле h3 · бяла пешка на бяло поле a2 · бяла пешка на черно поле b2 · черен офицер на черно поле f2 · бял офицер на бяло поле b1 · черен кон на бяло поле f1 · черен топ на бяло поле h1 | бял цар на черно поле f8 · черна пешка на черно поле a7 · бяла пешка на бяло поле f7 · черна пешка на черно поле b6 · бял топ на бяло поле e6 · бяла дама на черно поле f6 · бял кон на черно поле h6 · черна пешка на черно поле c5 · черна пешка на бяло поле d5 · бяла пешка на бяло поле f5 · черна пешка на черно поле g5 · бяла пешка на бяло поле a4 · черен цар на бяло поле c4 · бяла пешка на черно поле d4 · черен топ на бяло поле g4 · бяла пешка на черно поле c3 · бяла пешка на черно поле g3 · бял кон на бяло поле h3 · бяла пешка на бяло поле a2 · бяла пешка на черно поле b2 · черен офицер на черно поле f2 · бял офицер на бяло поле b1 · черен кон на бяло поле f1 · черен топ на бяло поле h1 | бял цар на черно поле f8 · черна пешка на черно поле a7 · бяла пешка на бяло поле f7 · черна пешка на черно поле b6 · бял топ на бяло поле e6 · бяла дама на черно поле f6 · бял кон на черно поле h6 · черна пешка на черно поле c5 · черна пешка на бяло поле d5 · бяла пешка на бяло поле f5 · черна пешка на черно поле g5 · бяла пешка на бяло поле a4 · черен цар на бяло поле c4 · бяла пешка на черно поле d4 · черен топ на бяло поле g4 · бяла пешка на черно поле c3 · бяла пешка на черно поле g3 · бял кон на бяло поле h3 · бяла пешка на бяло поле a2 · бяла пешка на черно поле b2 · черен офицер на черно поле f2 · бял офицер на бяло поле b1 · черен кон на бяло поле f1 · черен топ на бяло поле h1 | бял цар на черно поле f8 · черна пешка на черно поле a7 · бяла пешка на бяло поле f7 · черна пешка на черно поле b6 · бял топ на бяло поле e6 · бяла дама на черно поле f6 · бял кон на черно поле h6 · черна пешка на черно поле c5 · черна пешка на бяло поле d5 · бяла пешка на бяло поле f5 · черна пешка на черно поле g5 · бяла пешка на бяло поле a4 · черен цар на бяло поле c4 · бяла пешка на черно поле d4 · черен топ на бяло поле g4 · бяла пешка на черно поле c3 · бяла пешка на черно поле g3 · бял кон на бяло поле h3 · бяла пешка на бяло поле a2 · бяла пешка на черно поле b2 · черен офицер на черно поле f2 · бял офицер на бяло поле b1 · черен кон на бяло поле f1 · черен топ на бяло поле h1 | бял цар на черно поле f8 · черна пешка на черно поле a7 · бяла пешка на бяло поле f7 · черна пешка на черно поле b6 · бял топ на бяло поле e6 · бяла дама на черно поле f6 · бял кон на черно поле h6 · черна пешка на черно поле c5 · черна пешка на бяло поле d5 · бяла пешка на бяло поле f5 · черна пешка на черно поле g5 · бяла пешка на бяло поле a4 · черен цар на бяло поле c4 · бяла пешка на черно поле d4 · черен топ на бяло поле g4 · бяла пешка на черно поле c3 · бяла пешка на черно поле g3 · бял кон на бяло поле h3 · бяла пешка на бяло поле a2 · бяла пешка на черно поле b2 · черен офицер на черно поле f2 · бял офицер на бяло поле b1 · черен кон на бяло поле f1 · черен топ на бяло поле h1 | бял цар на черно поле f8 · черна пешка на черно поле a7 · бяла пешка на бяло поле f7 · черна пешка на черно поле b6 · бял топ на бяло поле e6 · бяла дама на черно поле f6 · бял кон на черно поле h6 · черна пешка на черно поле c5 · черна пешка на бяло поле d5 · бяла пешка на бяло поле f5 · черна пешка на черно поле g5 · бяла пешка на бяло поле a4 · черен цар на бяло поле c4 · бяла пешка на черно поле d4 · черен топ на бяло поле g4 · бяла пешка на черно поле c3 · бяла пешка на черно поле g3 · бял кон на бяло поле h3 · бяла пешка на бяло поле a2 · бяла пешка на черно поле b2 · черен офицер на черно поле f2 · бял офицер на бяло поле b1 · черен кон на бяло поле f1 · черен топ на бяло поле h1 | бял цар на черно поле f8 · черна пешка на черно поле a7 · бяла пешка на бяло поле f7 · черна пешка на черно поле b6 · бял топ на бяло поле e6 · бяла дама на черно поле f6 · бял кон на черно поле h6 · черна пешка на черно поле c5 · черна пешка на бяло поле d5 · бяла пешка на бяло поле f5 · черна пешка на черно поле g5 · бяла пешка на бяло поле a4 · черен цар на бяло поле c4 · бяла пешка на черно поле d4 · черен топ на бяло поле g4 · бяла пешка на черно поле c3 · бяла пешка на черно поле g3 · бял кон на бяло поле h3 · бяла пешка на бяло поле a2 · бяла пешка на черно поле b2 · черен офицер на черно поле f2 · бял офицер на бяло поле b1 · черен кон на бяло поле f1 · черен топ на бяло поле h1 | 3 |
| 2 | бял цар на черно поле f8 · черна пешка на черно поле a7 · бяла пешка на бяло поле f7 · черна пешка на черно поле b6 · бял топ на бяло поле e6 · бяла дама на черно поле f6 · бял кон на черно поле h6 · черна пешка на черно поле c5 · черна пешка на бяло поле d5 · бяла пешка на бяло поле f5 · черна пешка на черно поле g5 · бяла пешка на бяло поле a4 · черен цар на бяло поле c4 · бяла пешка на черно поле d4 · черен топ на бяло поле g4 · бяла пешка на черно поле c3 · бяла пешка на черно поле g3 · бял кон на бяло поле h3 · бяла пешка на бяло поле a2 · бяла пешка на черно поле b2 · черен офицер на черно поле f2 · бял офицер на бяло поле b1 · черен кон на бяло поле f1 · черен топ на бяло поле h1 | бял цар на черно поле f8 · черна пешка на черно поле a7 · бяла пешка на бяло поле f7 · черна пешка на черно поле b6 · бял топ на бяло поле e6 · бяла дама на черно поле f6 · бял кон на черно поле h6 · черна пешка на черно поле c5 · черна пешка на бяло поле d5 · бяла пешка на бяло поле f5 · черна пешка на черно поле g5 · бяла пешка на бяло поле a4 · черен цар на бяло поле c4 · бяла пешка на черно поле d4 · черен топ на бяло поле g4 · бяла пешка на черно поле c3 · бяла пешка на черно поле g3 · бял кон на бяло поле h3 · бяла пешка на бяло поле a2 · бяла пешка на черно поле b2 · черен офицер на черно поле f2 · бял офицер на бяло поле b1 · черен кон на бяло поле f1 · черен топ на бяло поле h1 | бял цар на черно поле f8 · черна пешка на черно поле a7 · бяла пешка на бяло поле f7 · черна пешка на черно поле b6 · бял топ на бяло поле e6 · бяла дама на черно поле f6 · бял кон на черно поле h6 · черна пешка на черно поле c5 · черна пешка на бяло поле d5 · бяла пешка на бяло поле f5 · черна пешка на черно поле g5 · бяла пешка на бяло поле a4 · черен цар на бяло поле c4 · бяла пешка на черно поле d4 · черен топ на бяло поле g4 · бяла пешка на черно поле c3 · бяла пешка на черно поле g3 · бял кон на бяло поле h3 · бяла пешка на бяло поле a2 · бяла пешка на черно поле b2 · черен офицер на черно поле f2 · бял офицер на бяло поле b1 · черен кон на бяло поле f1 · черен топ на бяло поле h1 | бял цар на черно поле f8 · черна пешка на черно поле a7 · бяла пешка на бяло поле f7 · черна пешка на черно поле b6 · бял топ на бяло поле e6 · бяла дама на черно поле f6 · бял кон на черно поле h6 · черна пешка на черно поле c5 · черна пешка на бяло поле d5 · бяла пешка на бяло поле f5 · черна пешка на черно поле g5 · бяла пешка на бяло поле a4 · черен цар на бяло поле c4 · бяла пешка на черно поле d4 · черен топ на бяло поле g4 · бяла пешка на черно поле c3 · бяла пешка на черно поле g3 · бял кон на бяло поле h3 · бяла пешка на бяло поле a2 · бяла пешка на черно поле b2 · черен офицер на черно поле f2 · бял офицер на бяло поле b1 · черен кон на бяло поле f1 · черен топ на бяло поле h1 | бял цар на черно поле f8 · черна пешка на черно поле a7 · бяла пешка на бяло поле f7 · черна пешка на черно поле b6 · бял топ на бяло поле e6 · бяла дама на черно поле f6 · бял кон на черно поле h6 · черна пешка на черно поле c5 · черна пешка на бяло поле d5 · бяла пешка на бяло поле f5 · черна пешка на черно поле g5 · бяла пешка на бяло поле a4 · черен цар на бяло поле c4 · бяла пешка на черно поле d4 · черен топ на бяло поле g4 · бяла пешка на черно поле c3 · бяла пешка на черно поле g3 · бял кон на бяло поле h3 · бяла пешка на бяло поле a2 · бяла пешка на черно поле b2 · черен офицер на черно поле f2 · бял офицер на бяло поле b1 · черен кон на бяло поле f1 · черен топ на бяло поле h1 | бял цар на черно поле f8 · черна пешка на черно поле a7 · бяла пешка на бяло поле f7 · черна пешка на черно поле b6 · бял топ на бяло поле e6 · бяла дама на черно поле f6 · бял кон на черно поле h6 · черна пешка на черно поле c5 · черна пешка на бяло поле d5 · бяла пешка на бяло поле f5 · черна пешка на черно поле g5 · бяла пешка на бяло поле a4 · черен цар на бяло поле c4 · бяла пешка на черно поле d4 · черен топ на бяло поле g4 · бяла пешка на черно поле c3 · бяла пешка на черно поле g3 · бял кон на бяло поле h3 · бяла пешка на бяло поле a2 · бяла пешка на черно поле b2 · черен офицер на черно поле f2 · бял офицер на бяло поле b1 · черен кон на бяло поле f1 · черен топ на бяло поле h1 | бял цар на черно поле f8 · черна пешка на черно поле a7 · бяла пешка на бяло поле f7 · черна пешка на черно поле b6 · бял топ на бяло поле e6 · бяла дама на черно поле f6 · бял кон на черно поле h6 · черна пешка на черно поле c5 · черна пешка на бяло поле d5 · бяла пешка на бяло поле f5 · черна пешка на черно поле g5 · бяла пешка на бяло поле a4 · черен цар на бяло поле c4 · бяла пешка на черно поле d4 · черен топ на бяло поле g4 · бяла пешка на черно поле c3 · бяла пешка на черно поле g3 · бял кон на бяло поле h3 · бяла пешка на бяло поле a2 · бяла пешка на черно поле b2 · черен офицер на черно поле f2 · бял офицер на бяло поле b1 · черен кон на бяло поле f1 · черен топ на бяло поле h1 | бял цар на черно поле f8 · черна пешка на черно поле a7 · бяла пешка на бяло поле f7 · черна пешка на черно поле b6 · бял топ на бяло поле e6 · бяла дама на черно поле f6 · бял кон на черно поле h6 · черна пешка на черно поле c5 · черна пешка на бяло поле d5 · бяла пешка на бяло поле f5 · черна пешка на черно поле g5 · бяла пешка на бяло поле a4 · черен цар на бяло поле c4 · бяла пешка на черно поле d4 · черен топ на бяло поле g4 · бяла пешка на черно поле c3 · бяла пешка на черно поле g3 · бял кон на бяло поле h3 · бяла пешка на бяло поле a2 · бяла пешка на черно поле b2 · черен офицер на черно поле f2 · бял офицер на бяло поле b1 · черен кон на бяло поле f1 · черен топ на бяло поле h1 | 2 |
| 1 | бял цар на черно поле f8 · черна пешка на черно поле a7 · бяла пешка на бяло поле f7 · черна пешка на черно поле b6 · бял топ на бяло поле e6 · бяла дама на черно поле f6 · бял кон на черно поле h6 · черна пешка на черно поле c5 · черна пешка на бяло поле d5 · бяла пешка на бяло поле f5 · черна пешка на черно поле g5 · бяла пешка на бяло поле a4 · черен цар на бяло поле c4 · бяла пешка на черно поле d4 · черен топ на бяло поле g4 · бяла пешка на черно поле c3 · бяла пешка на черно поле g3 · бял кон на бяло поле h3 · бяла пешка на бяло поле a2 · бяла пешка на черно поле b2 · черен офицер на черно поле f2 · бял офицер на бяло поле b1 · черен кон на бяло поле f1 · черен топ на бяло поле h1 | бял цар на черно поле f8 · черна пешка на черно поле a7 · бяла пешка на бяло поле f7 · черна пешка на черно поле b6 · бял топ на бяло поле e6 · бяла дама на черно поле f6 · бял кон на черно поле h6 · черна пешка на черно поле c5 · черна пешка на бяло поле d5 · бяла пешка на бяло поле f5 · черна пешка на черно поле g5 · бяла пешка на бяло поле a4 · черен цар на бяло поле c4 · бяла пешка на черно поле d4 · черен топ на бяло поле g4 · бяла пешка на черно поле c3 · бяла пешка на черно поле g3 · бял кон на бяло поле h3 · бяла пешка на бяло поле a2 · бяла пешка на черно поле b2 · черен офицер на черно поле f2 · бял офицер на бяло поле b1 · черен кон на бяло поле f1 · черен топ на бяло поле h1 | бял цар на черно поле f8 · черна пешка на черно поле a7 · бяла пешка на бяло поле f7 · черна пешка на черно поле b6 · бял топ на бяло поле e6 · бяла дама на черно поле f6 · бял кон на черно поле h6 · черна пешка на черно поле c5 · черна пешка на бяло поле d5 · бяла пешка на бяло поле f5 · черна пешка на черно поле g5 · бяла пешка на бяло поле a4 · черен цар на бяло поле c4 · бяла пешка на черно поле d4 · черен топ на бяло поле g4 · бяла пешка на черно поле c3 · бяла пешка на черно поле g3 · бял кон на бяло поле h3 · бяла пешка на бяло поле a2 · бяла пешка на черно поле b2 · черен офицер на черно поле f2 · бял офицер на бяло поле b1 · черен кон на бяло поле f1 · черен топ на бяло поле h1 | бял цар на черно поле f8 · черна пешка на черно поле a7 · бяла пешка на бяло поле f7 · черна пешка на черно поле b6 · бял топ на бяло поле e6 · бяла дама на черно поле f6 · бял кон на черно поле h6 · черна пешка на черно поле c5 · черна пешка на бяло поле d5 · бяла пешка на бяло поле f5 · черна пешка на черно поле g5 · бяла пешка на бяло поле a4 · черен цар на бяло поле c4 · бяла пешка на черно поле d4 · черен топ на бяло поле g4 · бяла пешка на черно поле c3 · бяла пешка на черно поле g3 · бял кон на бяло поле h3 · бяла пешка на бяло поле a2 · бяла пешка на черно поле b2 · черен офицер на черно поле f2 · бял офицер на бяло поле b1 · черен кон на бяло поле f1 · черен топ на бяло поле h1 | бял цар на черно поле f8 · черна пешка на черно поле a7 · бяла пешка на бяло поле f7 · черна пешка на черно поле b6 · бял топ на бяло поле e6 · бяла дама на черно поле f6 · бял кон на черно поле h6 · черна пешка на черно поле c5 · черна пешка на бяло поле d5 · бяла пешка на бяло поле f5 · черна пешка на черно поле g5 · бяла пешка на бяло поле a4 · черен цар на бяло поле c4 · бяла пешка на черно поле d4 · черен топ на бяло поле g4 · бяла пешка на черно поле c3 · бяла пешка на черно поле g3 · бял кон на бяло поле h3 · бяла пешка на бяло поле a2 · бяла пешка на черно поле b2 · черен офицер на черно поле f2 · бял офицер на бяло поле b1 · черен кон на бяло поле f1 · черен топ на бяло поле h1 | бял цар на черно поле f8 · черна пешка на черно поле a7 · бяла пешка на бяло поле f7 · черна пешка на черно поле b6 · бял топ на бяло поле e6 · бяла дама на черно поле f6 · бял кон на черно поле h6 · черна пешка на черно поле c5 · черна пешка на бяло поле d5 · бяла пешка на бяло поле f5 · черна пешка на черно поле g5 · бяла пешка на бяло поле a4 · черен цар на бяло поле c4 · бяла пешка на черно поле d4 · черен топ на бяло поле g4 · бяла пешка на черно поле c3 · бяла пешка на черно поле g3 · бял кон на бяло поле h3 · бяла пешка на бяло поле a2 · бяла пешка на черно поле b2 · черен офицер на черно поле f2 · бял офицер на бяло поле b1 · черен кон на бяло поле f1 · черен топ на бяло поле h1 | бял цар на черно поле f8 · черна пешка на черно поле a7 · бяла пешка на бяло поле f7 · черна пешка на черно поле b6 · бял топ на бяло поле e6 · бяла дама на черно поле f6 · бял кон на черно поле h6 · черна пешка на черно поле c5 · черна пешка на бяло поле d5 · бяла пешка на бяло поле f5 · черна пешка на черно поле g5 · бяла пешка на бяло поле a4 · черен цар на бяло поле c4 · бяла пешка на черно поле d4 · черен топ на бяло поле g4 · бяла пешка на черно поле c3 · бяла пешка на черно поле g3 · бял кон на бяло поле h3 · бяла пешка на бяло поле a2 · бяла пешка на черно поле b2 · черен офицер на черно поле f2 · бял офицер на бяло поле b1 · черен кон на бяло поле f1 · черен топ на бяло поле h1 | бял цар на черно поле f8 · черна пешка на черно поле a7 · бяла пешка на бяло поле f7 · черна пешка на черно поле b6 · бял топ на бяло поле e6 · бяла дама на черно поле f6 · бял кон на черно поле h6 · черна пешка на черно поле c5 · черна пешка на бяло поле d5 · бяла пешка на бяло поле f5 · черна пешка на черно поле g5 · бяла пешка на бяло поле a4 · черен цар на бяло поле c4 · бяла пешка на черно поле d4 · черен топ на бяло поле g4 · бяла пешка на черно поле c3 · бяла пешка на черно поле g3 · бял кон на бяло поле h3 · бяла пешка на бяло поле a2 · бяла пешка на черно поле b2 · черен офицер на черно поле f2 · бял офицер на бяло поле b1 · черен кон на бяло поле f1 · черен топ на бяло поле h1 | 1 |
|   | a | b | c | d | e | f | g | h |   |

1.Tç6! [menace 2.T×ç5+ b×ç5 3.Da6‡]

1…T×d4 2.Cg4 [3.Cé5‡] T×g4,Té4 3.b3‡

	2…F×g3 3.D×d4‡

1…F×d4 2.Cf2 [3.Fd3‡] T×g3 3.D×d4‡

	2…F×f2 3.b3‡

	2…F×ç3 3.D×ç3‡